# Кобани (кантон автономии)
Кантон Кобани (курд. Kantona Kobanî, араб. كوباني إقليم‎, сир. ܦܢܝܬܐ ܟܘܒܐܢܝ) — самопровозглашённый автономный район на севере Сирии. Существовал в годы гражданской войны в Сирии, в период с 2014 до 2017. Был реорганизован в регион Евфрат после провозглашения Демократической Федерации северной Сирии.

## История
Курды — ираноязычный народ, проживающий в нескольких странах на Ближнем Востоке. Основная их часть проживает в Турции, Ираке, Сирии и Иране. Во время гражданской войны в Сирии курды активно воевали против террористической организации ИГ, а также иногда против сирийской оппозиции и сирийского правительства.
Практически с самого начала гражданской войны были попытки создать автономию. В ноябре 2013 года PYD создала переходное автономное правительство. 27 января 2014 года было объявлено о создании автономного кантона Кобани, части курдской автономии в Сирии. Эта автономия планировалась на севере Сирии, в регионе именуемом «Сирийский Курдистан» или «Рожава» («Роджава»).
В последующие годы курды при поддержке западных стран, во главе с США, продвигали идеи создания федерации в Сирии. В результате в марте 2016 года автономия Рожавы была реорганизована в Демократическую Федерацию Рожавы и северной Сирии (позже было принято название без слова Рожава), а затем кантон Кобани был заменён регионом Евфрат.